# Trnovo (gmina Šekovići)
Trnovo (cyr. Трново) – wieś w Bośni i Hercegowinie, w Republice Serbskiej, w gminie Šekovići. W 2013 roku liczyła 182 mieszkańców.